# 1990 na literatura

## Eventos
Ano Internacional da Alfabetização, pela ONU.

## Mortes
| Data           | Nome                          | Profissão                                          | Nacionalidade  | Observações | Ref |
| -------------- | ----------------------------- | -------------------------------------------------- | -------------- | ----------- | --- |
| 27 de Janeiro  | Lewis Mumford                 | historiador e escritor                             | Estados Unidos | n. 1895     |     |
| 7 de Julho     | Cazuza                        | cantor, compositor e poeta                         | Brasil         | n. 1958     |     |
| 22 de Julho    | Manuel Puig                   | escritor                                           | Argentina      | n. 1932     |     |
| 2 de Agosto    | Adonias Filho                 | escritor e ensaísta                                | Brasil         | n. 1915     |     |
| 26 de Setembro | Alberto Moravia               | escritor e jornalista                              | Itália         | n. 1907     |     |
| 30 de Setembro | Patrick White                 | escritor                                           | Austrália      | n. 1912     |     |
| 1 de Outubro   | Carlos Alberto da Costa Nunes | poeta                                              | Brasil         | m. 1897     |     |
| 23 de Novembro | Caio Prado Júnior             | historiador, geógrafo, escritor, político e editor | Brasil         | n. 1907     |     |
| 23 de Novembro | Roald Dahl                    | escritor                                           | Inglaterra     | n. 1916     |     |
| 2 de Dezembro  | António Dacosta               | poeta e pintor                                     | Portugal       | n. 1914     |     |
| 7 de Dezembro  | Reinaldo Arenas               | escritor                                           | Cuba           | n. 1943     |     |
| 14 de Dezembro | Friedrich Dürrenmatt          | autor e dramaturgo                                 | Suíça          | n. 1921     |     |
| 19 de Dezembro | Rubem Braga                   | escritor                                           | Brasil         | n. 1913     |     |

## Prémios literários
- Nobel de Literatura - Octavio Paz
- Prémio Camões - João Cabral de Melo Neto[1]
- Prémio Machado de Assis - Sábato Magaldi
- Grande Prémio de Romance e Novela APE/IPLB - Maria Gabriela Llansol
- Prémio Hans Christian Andersen - Tormod Haugen
- Prémio Pulitzer Ficção - Oscar Hijuelos[2]